# Martinus van Beek
Martinus Hendrikus Josephus van Beek (ook: M.H.J. van Beek, Strijp, 7 maart 1896 - Breda, 22 januari 1962) was een Nederlands architect.

## Loopbaan
Hij begon in Renkum als tekenaar, en in 1921 verhuisde hij naar Eindhoven. Hier begon hij een architectenbureau.
Reeds van 1917-1919 was hij opzichter bij de bouw van de Eindhovense Steentjeskerk, en bouwpastoor Pulskens gaf hem de opdracht voor de bouw van de Sint-Theresiakerk, eveneens in zijn geboorteplaats Strijp. Deze werd gebouwd in 1927.
Sindsdien was deze architect betrokken bij ongeveer 400 gebouwen, waaronder 16 kloosters, en verder parochiehuizen, kerken, seminaries, ziekenhuispaviljoens en bedrijfsgebouwen. Een van zijn latere werken was de (in modernistische stijl uitgevoerde) Maria Reginakerk van 1957, die ook in Strijp was te vinden. Vooroorlogse werken betroffen vaak christocentrische kerken, zoals de Eindhovense Pastoor van Arskerk van 1929 en de Tilburgse Sacramentskerk van 1931-1933.
Van Beek werkte in baksteenbouw en neigde naar traditionalisme, hoewel hij ook moderne ontwikkelingen niet uit de weg ging.